# Ярок (остров)
Ярок — остров в России в Якутии. Находится в Янском заливе, в устье реки Яны. Длина острова 38 км, ширина 26 км. К северо-востоку находятся остров Макар и Шелонские острова. На востоке от суши остров отделяет пролив Ярок, шириной чуть больше 2 км. На юге находится Чондонская губа. Поверхность покрыта множеством мелких озёр. Зимой остров и прибрежные воды покрыты льдами.